# بوردیمو
بوردیمو (به صربی: Burdimo) یک روستا در صربستان است که در سورییگ واقع شده‌است. بوردیمو ۴۰۶ نفر جمعیت دارد.